# エドワード・ヘンリー・ハリマン
エドワード・ヘンリー・ハリマン（Edward Henry Harriman, 1848年2月20日 - 1909年9月9日）は、アメリカ合衆国の実業家。W・アヴェレル・ハリマンの父。

## 生涯
エドワード・ヘンリー・ハリマンは、1848年2月20日、聖公会牧師オーランド・ハリマンとコーネリア・ニールソンの次男としてニューヨーク・ヘンプステッドに生まれる。なお、曽祖父ウィリアム・ハリマンは1795年にイングランドから移住し、商取引に携わった人物であった。

### 青年期
14歳で学校を卒業した後、叔父オリバー・ハリマンが勤めていた伝手を頼りウォール街で事務員として働き始めた。当初は雑用係のような仕事をしていたが、その頃から「金には鼻がきき」、22歳の時にニューヨーク証券取引所の会員となって株式取引所仲買人となった。

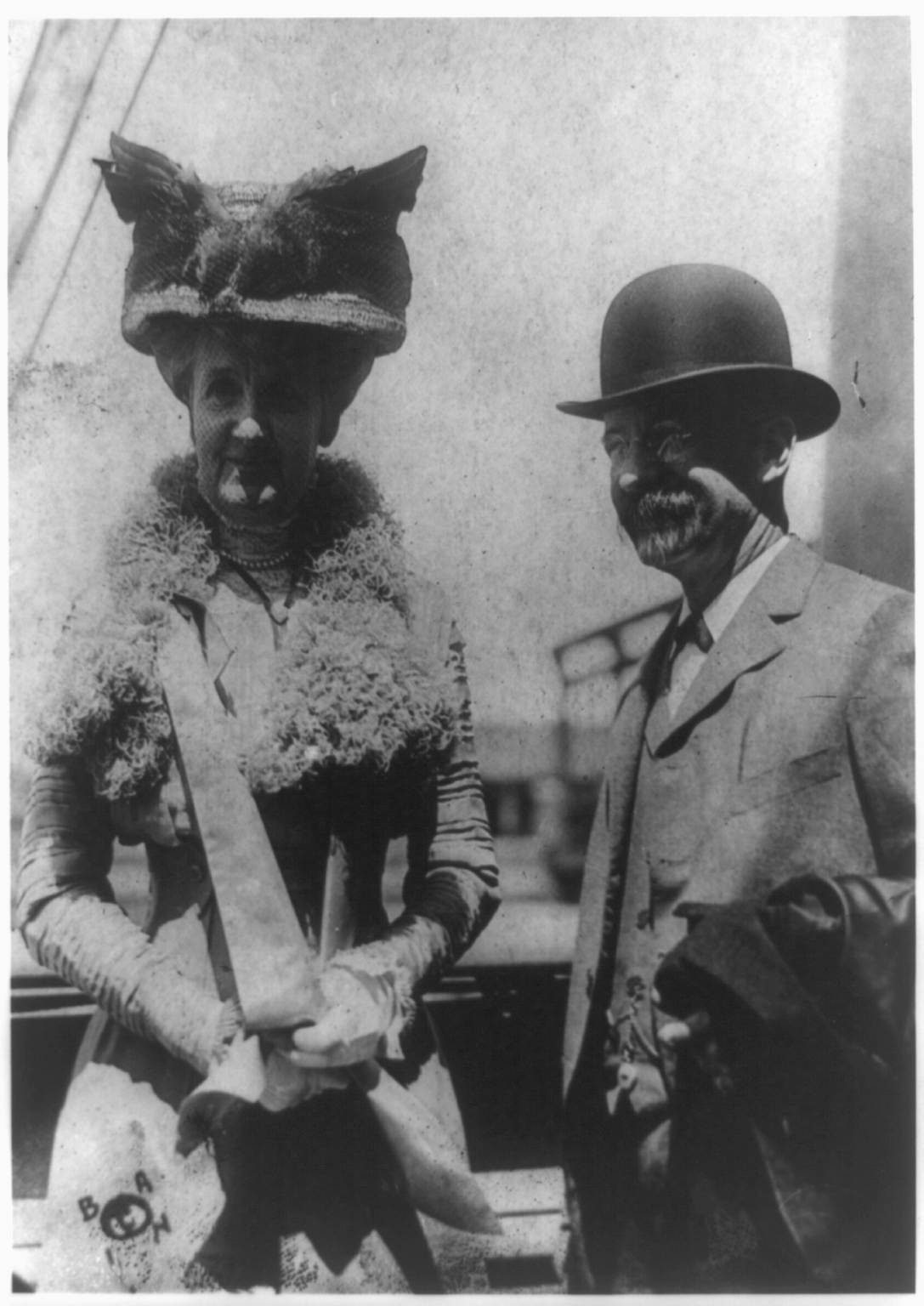
妻のメアリーと(1909年）

ウォール街の相場師として活躍していたハリマンは、1879年、31歳でニューヨークの銀行家ウィリアム・J・アヴェレルの娘メアリー・ウィリアムソン・アヴェレルと結婚した。
義父アヴェレルはシャンプレーン湖沿岸にある鉄道会社の社長も務めており、ハリマンは彼の影響を受け鉄道に関心を抱くようになった。

### 実業家

#### 「鉄道王」への道
1881年、ハリマンはオンタリオ湖沿岸にある破産した鉄道会社を買収し、会社を再建した後にペンシルバニア鉄道へ権利を売却し莫大な利益を得た。1883年にはイリノイ･セントラル鉄道の経営に参加した。
1893年恐慌のなかでユニオン・パシフィック鉄道の再建に成功し、1897年、同鉄道の執行委員長に就任し、1898年5月まで在任した。また、この頃にユニオン・パシフィックの主導権を確立し、死去するまで会社に影響力を持ち続けた。ほとんど学校教育を受けられなかったハリマンには無骨な面があり、マンハッタンの社交界になじまず、変人扱いされていた。
1899年、アラスカ州沿岸の動植物の研究採取を試みる科学者を後援し、自社の蒸気船「ジョージ・W・エルダー」号を科学者たちに提供している。このアラスカ遠征は、歴史家のウォルター・マクドゥーガルによれば、かかりつけ医から休養するよう診断されたハリマンが、富を名声に変化させる方法として、名士中の名士であるセオドア・ルーズベルトを範として、「科学の保護者」にして「紳士的冒険家」たらんことを思いつき、それを実行に移したものであるという。表向きは休暇だったが、ハリマンにとっては、アラスカに鉄道を建設し、さらにベーリング海峡を横断してシベリア鉄道につなぎ、世界をつなぐ鉄道王となる夢を追い求める旅でもあった。以後、ハリマンの周囲では1907年頃までノームの金選鉱鍋の夢と同時にベーリング海峡横断鉄道の話は繰り返された。
1901年にはサザン・パシフィック鉄道を買収し、同社の社長に就任した。このとき、ユニオン・パシフィックとシカゴとを結ぶバーリントン鉄道の支配権をめぐってグレート・ノーザン鉄道会長のジェームズ・ジェローム・ヒルと争い、1901年恐慌の原因をつくった。1903年にはユニオン・パシフィック鉄道の社長に就任した。

#### 日本訪問
日露戦争中には、ニューヨーク金融界の覇者と言われたジェイコブ・シフと共に、日本の戦時公債500万ドル分を引き受けた。著名な鉄道ビジネス家であったハリマンは、ポーツマス条約締結の前後に南満州鉄道の買収を目的として2回訪日している。
ハリマンは1905年8月、日本銀行の高橋是清副総裁と大蔵次官の阪谷芳郎の意を受けたロイド・カーペンター・グリスカム駐日アメリカ合衆国公使の招きによって、クーン・ローブ商会のジェイコブ・シフらとともに訪日した。ハリマン一行がニューヨークを出発したのが8月10日、サンフランシスコを経由して横浜港に到着したのが8月31日であり、外相の小村寿太郎がポーツマス講和会議全権として渡米中のことであった。
ハリマン一行は、大蔵省・日本銀行・横浜正金銀行などの職員に出迎えられ、銀行関係者が設けた歓迎の晩餐会に出席したのち、9月1日に東京に入ったのちは連日、伏見宮博恭王、桂首相、曽根荒助蔵相、井上馨、渋沢栄一、岩崎弥之助らのもてなしを受け、9月4日にはグリスカム公使主催の大園遊会、5日には曽根蔵相による晩餐会が盛大に開かれた。5日は、ポーツマス条約調印日にあたっており、晩餐会の帰途、ハリマン自身は怪我はなかったが赤坂溜池付近で激昂した群集から投石を受け、ハリマン自身は無事だったが、一行のなかには怪我をした者がいた。翌9月6日に予定されていた華族会館での歓迎会は中止され、日本鉄道の特別列車で日光へ旅行した。なお、これに先立ち、日比谷の三井集会所において、黒龍会の内田良平が日本古来の武術の模範演技を彼らに披露している。一行のなかにはレスリングに心得のある者もいて柔道に興味をもった者がいたが、小柄な内田があまりにも簡単に相手を投げ飛ばすのが不思議で、内田に試合を申し込んだところ、やはり簡単に投げ飛ばされてしまったので一行は日本の柔術の素晴らしさに驚嘆したという。首都での暴動が鎮まったのち、東京に戻り、明治天皇に拝謁した。
また、訪日中は東京市赤坂の米国公使館を介して、南満州鉄道の買収及び米国資本投下を桂内閣や伊藤博文など日本の政治家に働きかけた。ハリマンは、世界を一周する鉄道網の完成という遠大な野望をいだいていた。南満州鉄道の買収は、東支鉄道やシベリア鉄道に関するロシア帝国との折衝に良い影響をもたらすとして、当鉄道の買収を日本政府に打診した。桂太郎をはじめとする一部の政治家は、日露戦争後の戦費の負債から興味を示し、具体案の提示をハリマンに求めた。
これに手応えを感じたハリマンは具体案作成のために南満州鉄道の視察が必要であるとして、同年9月中旬に日本を離れて大韓帝国と清国北部へ渡り、南満州鉄道を視察した。同年10月9日に改めて訪日して再び東京へ戻ると、桂内閣に南満州鉄道に関する協定を提案した。桂内閣に求めた協定は、南満州鉄道及び大連など近辺の付随施設の均等な代表権利と利益の折半であった。また、日本の管理下に置いて法律を適用し、鉄道敷設周辺の地において戦闘や戦乱が発生した場合は、日本側が対処及び安全を保証することなどの要望も含まれていた。協定条件として約1億円という破格の財政援助を持ちかけて、南満州鉄道の共同経営を希望する内容であった。
この協定に桂内閣では、外資が急務としてハリマンの協定に賛同する意見と、ハリマンと入れ替わるように訪米していた小村外務大臣の帰国後まで待ち、小村からのポーツマス条約についての詳細報告後に判断したいという意見に分派したことから、ハリマンが米国へ向けて帰国出発する10月12日には調印に至らず、ハリマンの求めで非公式な覚書を交わすのみとなった。すなわち、仮契約のかたちで予備協定覚書を結んで、本契約は小村が帰国したのち、外交責任者である小村の了解を得てからのこととしたのである。同年10月15日の小村外相帰国後に、桂内閣内で講和条約を踏まえて同案件が検討されたが、講和条約第6条に影響する内容が含まれることが判明したことから、ハリマンの買収案は成功しなかった。
帰国後の小村の報告により、ハリマン=クーン・ローブ連合のライバルであるモルガン商会から、より有利な条件で外資を導入することができ、アメリカ資本を満洲から排除しようと考えていたわけではなかったことが判明し、井上馨や伊藤博文らの元老や大蔵省・日銀など財務関係者も破棄を受け容れた。正式な契約書を交わす前であったところから、日本政府は覚書破棄のメッセージをアメリカ合衆国の日本領事館に打電し、ハリマンはサンフランシスコの港に降り立つやそのメッセージを受け取った。
なお、ハリマンは日本滞在中に柔術に関心を抱くようになった。ハリマンは、柔道家の富田常次郎・前田光世や6つの柔術・力士団体と共に帰国し、1906年2月7日にはコロンビア大学で公演を開き600人の観客を集めた。

#### 鉄道統合の挫折、死去

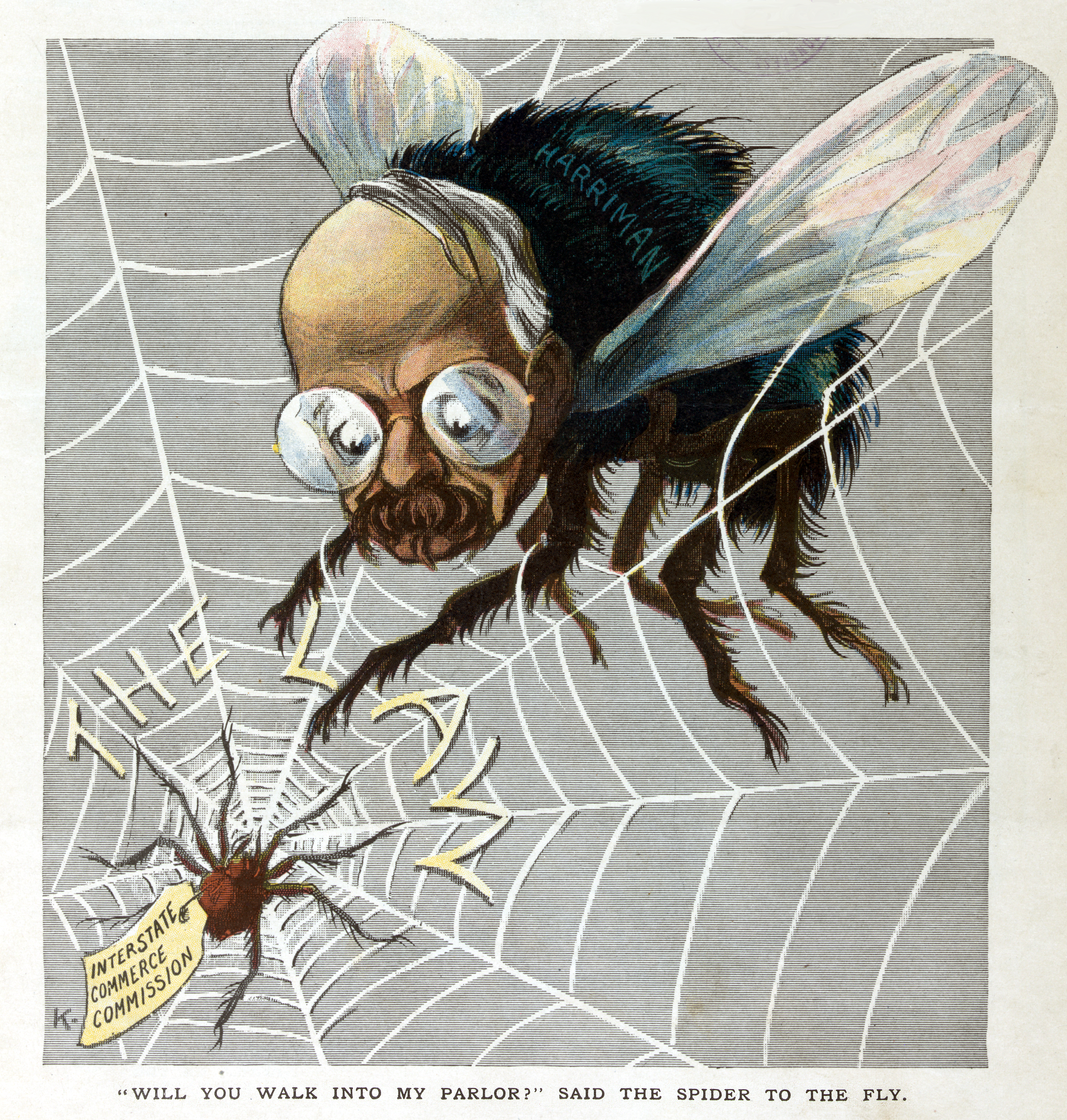
1907年に描かれた風刺画。州際通商委員会の規制対象となったハリマンと鉄道を描いている。

ハリマンはユニオン・パシフィック鉄道とサザン・パシフィック鉄道の統合を目指したがかなわなかった。
1909年9月9日、ハリマンはニューヨーク・アーデンの自宅で死去し、アーデンにある聖ジョーンズ教会に埋葬された。ハリマンの死去に際し、1899年のアラスカ調査に参加したジョン・ミューアは「ほぼ全てにおいて、彼は称賛すべき人物だった」と賛辞を贈った。
ハリマン死去後の1913年、ユニオン・パシフィック鉄道とサザン・パシフィック鉄道は合衆国最高裁判所により経営権を分離されてしまった。最終的に統合が実現するのは1996年になってからのことである。

## 子女
- メアリー・ハリマン・ラムゼイ（英語版）
- ヘンリー・ニールソンハリマン
- コーネリア ハリマン・ゲリー[18]
- キャロル・A.ハリマン
- ウィリアム・アヴェレル・ハリマン
- エドワード・ローランド・ノエル・ハリマン（英語版）